# GTI Racing
GTI Racing es un videojuego de carreras desarrollado por Techland y publicado por Deep Silver para Microsoft Windows. Fue lanzado el 10 de marzo de 2006.
Este es el segundo juego de carreras de Techland (el primero es Xpand Rally). El juego tiene licencia de Volkswagen, lo que significa que los quince autos disponibles son modelos fielmente reproducidos de autos de carreras de esta marca. Hay setenta rutas basadas en seis ubicaciones en el juego.

## Jugabilidad
El juego incluye carreras de arcade con elementos de simulación completos, utilizando un modelo de daño realista, detección de colisiones y un entorno interactivo, y el tiempo que pasa en el garaje afinando el vehículo con piezas de marca. Se pueden instalar mejoras útiles y kits de carrocería llamativos, aprovechando la escena de ajuste.
Las 70 etapas, basadas en seis configuraciones, ofrecen una jugabilidad variada, con carreras regulares, contrarreloj, carreras de resistencia y competencia de derrape. Junto a los campeonatos, también hay una modalidad Baja y Legal. Se pasa la mayor parte del tiempo en el modo carrera, compitiendo en diferentes lugares, ganando dinero y respeto para comprar autos nuevos y, en última instancia, convirtirse en un campeón. Hasta cuatro jugadores pueden competir en línea o en una red local.
Basado en el Chrome Engine, el juego viene con una suite de edición completa. Puede diseñar e importar automóviles personalizados y aplicar trabajos de pintura. Además, las modificaciones, las pistas y los modos se pueden crear y compartir en línea.

## Recepción
GameSpot escribió: "Una marca de automóviles divertida e inofensiva inspira un juego de carreras divertido e inofensivo".